# Spexhultasjön
Spexhultasjön är en sjö vid byn Spexhult i Nässjö kommun i Småland och ingår i Emåns huvudavrinningsområde. Sjön är 4,5 meter djup, har en yta på 2,97 kvadratkilometer och befinner sig 301 meter över havet. Sjön avvattnas av vattendraget Bodanäsån.
Spexhultasjön används av Nässjö kommun som dricksvattentäkt.
Sjöns utlopp är reglerat och rinner ut i Kvarntorpsån och utmynnar så småningom via Solgenån och Emån i Östersjön.
Tidigare har sjön kallats för Spexen.
Sjön består mestadels av öppet vatten med endast fyra öar: Lång-ö, Hög-ö, Mås-ö och Stor-ö.

## Delavrinningsområde
Spexhultasjön ingår i delavrinningsområde (638805-143203) som SMHI kallar för Utloppet av Spexhultasjön. Delavrinningsområdets medelhöjd är 309 meter över havet och ytan är 14,62 kvadratkilometer. Det finns inga delavrinningsområden uppströms utan avrinningsområdet är högsta punkten. Bodanäsån som avvattnar delavrinningsområdets har biflödesordning 2, vilket innebär vattnet flödar genom totalt 2 vattendrag innan det når havet efter 230 kilometer. Delavrinningsområdet består mestadels av skog (39 %), öppen mark (14 %), jordbruk (11 %) och sankmarker (11 %). Avrinningsområdet har 3,28 kvadratkilometer vattenytor vilket ger det en sjöprocent på 22,4 %.